# Дупеп'ятре
Дупеп'ятре (рум. Dupăpiatră) — село у повіті Хунедоара в Румунії. Входить до складу комуни Бучеш.
Село розташоване на відстані 310 км на північний захід від Бухареста, 35 км на північ від Деви, 79 км на південний захід від Клуж-Напоки, 145 км на схід від Тімішоари.

## Населення
За даними перепису населення 2002 року у селі проживали 267 осіб, усі — румуни. Усі жителі села рідною мовою назвали румунську.